# Glyptoscapus pallidulus
Glyptoscapus pallidulus là một loài bọ cánh cứng trong họ Cerambycidae.